# Margaret Morris
Margaret Morris (7 de novembro de 1898 – 7 de junho de 1968) foi uma atriz de cinema estadunidense da era do cinema mudo, que atuou em 51 filmes entre 1920 e 1937.

## Biografia

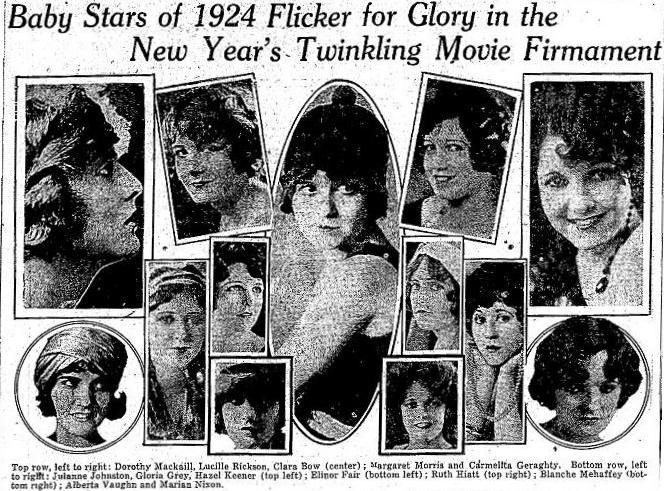
Margaret Morris, uma das “Wampas Baby Stars” de 1924.

Morris, nascida em Minneapolis, Minnesota, foi sobrinha-neta do Presidente dos Estados Unidos Benjamin Harrison. Ela se interessou pela carreira cinematográfica ainda jovem, e se mudou para Hollywood. Aos 22 anos estrelou seu primeiro filme, Her First Elopement, em 1920, pela Realart Pictures Corporation. Sua carreira foi rápida, e atuou em 11 filmes até 1924, entre eles The Ghost City, em 1923, ao lado de Pete Morrison, e The Galloping Ace, em 1924, ao lado de Jack Hoxie. Atuou pela Fox Film e Universal Pictures, entre outras companhias.
Em 1924, foi uma das "WAMPAS Baby Stars". The WAMPAS Baby Stars foi uma campanha promocional, patrocinada pela United States Western Association of Motion Picture Advertisers, uma associação de anunciantes de cinema, que homenageava treze (quatorze em 1932) jovens mulheres a cada ano, as quais eles acreditavam estarem no limiar do estrelato cinematográfico. Elas foram selecionadas a partir de 1922, até 1934, e eram premiadas anualmente e homenageadas em uma festa chamada WAMPAS Frolic.
Até 1929, Morris ainda atuou em vários filmes, porém, assim como outras atrizes da época, não se adaptou bem à era sonora. Em 1932 atuou ao lado de Tom Tyler em Single-Handed Sanders, um Western, e entre 1932 e 1937 atuou em vários filmes B, muitas vezes não-creditada. Seu último filme foi The Toast of New York, em 1937, num pequeno papel não-creditado.
Em 1937, retirou-se da vida cinematográfica, permanecendo, porém, em Los Angeles. Morris morreu em 7 de junho de 1968, aos 69 anos.

## Filmografia parcial
- Beasts of Paradise (1923)
- The Ghost City (1923)
- The Galloping Ace (1924)
- The Iron Man (1924)
- Welcome Home (1925)
- That's My Baby (1926)
- The Magic Garden (1927)
- Mark of the Frog (1928)
- The Avenging Shadow (1928)
- Single-Handed Sanders
- Magnificent Obsession (1935)
- The Plough and the Stars (1936)
- The Toast of New York (1937)